# Pilar de la Horadada (kommunhuvudort)
Pilar de la Horadada är en kommunhuvudort i Spanien.   Den ligger i provinsen Provincia de Alicante och regionen Valencia, i den sydöstra delen av landet, 400 km sydost om huvudstaden Madrid. Pilar de la Horadada ligger 31 meter över havet och antalet invånare är 22 050.
Terrängen runt Pilar de la Horadada är lite kuperad. Havet är nära Pilar de la Horadada åt sydost.  Närmaste större samhälle är Torrevieja, 15,8 km nordost om Pilar de la Horadada. Trakten runt Pilar de la Horadada består till största delen av jordbruksmark.